# 登科府
登科府，清朝晚期宣統元年（1909年）才在四川省所設的新的府，編制上為：「要」的一字簡缺。此地本是德爾格忒宣慰司地，四川省邊北道治所。宣統元年析其地為五區。於北區設府，並置德化州、白玉州兩個散州，石渠縣、同普縣等二縣。
民國時期改為西康省鄧柯縣，1978年撤銷鄧柯縣，原轄區分別劃入今四川省甘孜藏族自治州石渠、德格兩縣。